# Liste nigerianischer Zeitungen
Die Liste nigerianischer Zeitungen ist eine (unvollständige) Auflistung von in Nigeria erscheinenden Zeitungen, vorwiegend auf Englisch.

## Tageszeitungen
| Name               | Ersterscheinungsjahr | Redaktionsort |
| ------------------ | -------------------- | ------------- |
| Daily Champion     | 1993                 | Lagos         |
| Daily Independent  |                      | Ikeja         |
| Daily Trust        | 2001                 | Kaduna        |
| Leadership         | 2004                 | Abuja         |
| New Age            |                      | Lagos         |
| Nigerian Tribune   | 1949                 | Ibadan        |
| The Guardian       |                      | Lagos         |
| The Punch          | 1971                 | Lagos         |
| The Sun            | 2003                 | Lagos         |
| The Tide           | 1971                 | Port Harcourt |
| The Triumph        | 1980                 | Kano          |
| This Day           | 1995                 | Lagos         |
| Vanguard (Nigeria) | 1984                 | Lagos         |

## Wochenzeitungen
| Name                        | Ersterscheinungsjahr | Redaktionsort | Bemerkung              |
| --------------------------- | -------------------- | ------------- | ---------------------- |
| Abuja Mirror                |                      | Abuja         |                        |
| Al-Mizan                    |                      | Zaria         | Herausgegeben in Hausa |
| Financial Standard          | 1999                 | Lagos         |                        |
| Newswatch                   | 1985                 | Ikeja         |                        |
| Tell                        | 1991                 | Ikeja         |                        |
| The Port Harcourt Telegraph |                      | Port Harcourt |                        |
| TheNews Magazine            |                      | Lagos         |                        |
| Weekly Trust                | 1998                 | Kaduna        |                        |